# IC 2595
IC 2595 је ознака објекта на координатама са ректансцензијом 10h 37m 33,0s и деклинацијом - 11° 7" 0'. Открио га је Луис Свифт, 22. фебруара 1898. Каснијим посматрањима на том положају није уочен никакав астрономски објекат.